# عبد الله محمد (لاعب كرة قدم مواليد 1995)
عبد الله محمد حسن (مواليد 3 فبراير 1995، لاعب كرة قدم إماراتي يجيد اللعب حارس مرمى في .
لعب سابقاً مع نادي الشباب ونادي الظفرة ونادي الذيد ونادي دبا الفجيرة ونادي مصفوت.